# Станіслав Темберський
Станіслав Темберський (пол. Stanisław Temberski; пом. 1679) — польський історик, філософ, поет і вчитель, священик, історіограф Краківської академії.

## Біографія
У 1635 році отримав ступінь бакалавра в Академії Кракова, в 1640 році — ступінь магістра, невдовзі — ступінь доктора філософії як дослідник праць Аристотеля. У 1641—1643 роках він вивчав право в Падуанському університеті, після чого він повернувся до Кракова і продовжив свою наукову роботу. У 1646 році висвячений в сан священика і служив каноніком в соборі Святої Анни, але він продовжував навчання в університеті. У 1650 році він зайняв місце декана факультету філософії. Він став відомий під час так званого «Шведського потопу», його різкі висловлювання проти загарбників, а пізніше суперечки з єпископом Петром Гембицьким, в ході якого намагався відстояти право свободи академічного викладання і незалежність від єпископа. Зазнавши поразки в 1658 році, був змушений покинути Краків і жив у Перемишлі, де посів вакантну посада каноніка при місцевому соборі. У 1669 році він отримав від Міхала Корибута Вишневецького звання королівського секретаря за його наукові досягнення. Всі його твори, написані на латині; вважається, що принаймні, більшість з них були написані під час його життя в Перемишлі. Він опублікував безліч латинських панегіриків до смерті членів королівської сім'ї та інших відомих високопоставлених чиновників і багато цікавих історичних і генеалогічних подробиць; На додаток до рукопису, яка збереглася в бібліотеці Краківського університету, були г Â "Історія польської мови. 1647—1656 "з цікавою інформацією про Краківську академію. Згодом було також виявлено замітки на 1667—1672 роки.
Найбільш відома робота — ARoczniki 1647—1656.